# August Thomsen (kunstner)
 For alternative betydninger, se August Thomsen. (Se også artikler, som begynder med August Thomsen)
August Carl Vilhelm Thomsen (født 3. september 1815 i Lyksborg, død 5. september 1886 i København) var en dansk maler.
Han kom som malersvend til København og ernærede sig der som dekorationsmaler, mens han gik på Kunstakademiet 1833—38. Fra 1837 udstillede han bibelske og historiske billeder, således flere altertavler, af hvilke "Fremstillingen i Templet" (1841) blev købt til Brahetrolleborg Gods, "Jesus, tolv Aar gammel" (1843) kom til Søborg Kirke i Nordøstsjælland. "Hans Tausen forkynder den evangeliske Lære" blev malet efter bestilling af Christian VIII og ophængt i Helligåndskirken.
Til slottet i Oslo udførte han efter bestilling en malet gengivelse af Parthenos-frisen.
I sine senere år virkede han mest som landskabsmaler.

## Værker
- Dådyr i Dyrehaven (1874)
- Datterens konfirmationsforberedelse i bondehjem paa Salling (1851)
- La carità romana (1852)
- Klassisk scene med mand og kvinde (1852)
- Adam og Eve sørger over tabet af Abel
- Parti af Mosegangen ved Ørholm
- To hjorte ved en sø
- Skovparti med kronhjort og dennes rudel ved en sø (1876)
- Solomons dom, efter Rubens
- Thyra Danebod meddeler Kong Gorm den Gamle underretning om hans søn Knuds død
- Skovparti med sø og dådyr
- Forårsdag i skoven med nyudsprungne anemoner
- Den landflygtige Kong Christian den anden søger trøst i Luthers nye Lære
- Parti fra Dyrehaven med Fuglsangssøen
- Opstilling på en karm med roser, syrener, stokroser
- Siddende italienerinde med krukke
- Lad de små børn komme til mig
- Historisk sceneri, antagelig fra Valdemarernes tid
- Kroningsscene
- Hans Tausen prædiker i Viborg
- Puerta
- Ung dreng med abe
- Kvinde med ryggen vendt til
- Skov med ænder ved en sø
- Italiens fiskerdreng (1871)
- Parti af Mosegangen ved Ørholm
- Kvinde med børn